# Rectificador unimolecular
Un rectificador unimolecular es una molécula orgánica que desempeña la función de un rectificador (un conductor eléctrico en una sola dirección) de corriente eléctrica. El primer rectificador unimolecular fue propuesto en 1974 por Arieh Aviram  que en ese entonces estaba en (IBM) y Mark Ratner de la (New York University). Dicha propuesta fue la que originó un nuevo campo llamado “electrónica molecular”, la cual puede definirse como el estudio de procesos electrónicos medidos o controlados a escala molecular.

## Definición
El rectificador unimolecular, al igual que un diodo de unión pn, se basa en una molécula que contenga tres zonas bien definidas, una zona rica en densidad electrónica (donador) en un extremo, la cual actuaría como el semiconductor extrínseco tipo n en el caso del diodo pn y en el extremo opuesto, una zona pobre en densidad electrónica (aceptor) que equivaldría al semiconductor extrínseco tipo p, separadas en el centro molecular por una zona que contenga enlace sigma (típicamente una región alifática), que sería el símil de la región de agotamiento en un diodo pn, de esta manera la conducción será en un solo sentido. Para el caso particular de Aviram y Ratner, ellos diseñaron una molécula con Tetratiafulvaleno como la parte donadora, Tetracianoquinodimetona como la parte aceptora y un espaciador, ciclohexano en medio como espaciador.

## Historia
La idea de Aviram y Ratner (1974), consistió básicamente en trasladar un dispositivo previamente inventado y que era funcional en el mundo macroscópico, a una escala sub-micrométrica. Debido a que el invento fue desarrollado en1904 por John Ambrose Fleming, empleado de la empresa Marconi, basándose en observaciones realizadas por Thomas Alva Edison. 
Un gran número de potenciales moléculas rectificadoras fueron estudiadas por los grupos de Robert Melville Metzger, Charles A. Panetta, and Daniell L. Mattern (University of Mississippi) entre 1981 y 1991, pero no fueron probadas exitosamente.
Estas propuestas fueron verificadas en dos artículos científicos en 1990 y 1993 por los grupos de John Roy Sambles (University of Exeter, UK) y Geoffrey Joseph Ashwell (Cranfield University ahora en Lancaster University, UK), empleando una monocapa de hexadecilquinolina y tricianoquinodimetano entre dos electrodo diferentes (magnesio y platino)[2][3], lo cual fue posteriormente confirmado en tres artículos en 1997 y 2001 por Metzger (ahora en la University of Alabama) y colaboradores, quienes emplearon metales idénticos para los electrodos (primero aluminio, después oro).
En esos artículos se empleaban películas de Langmuir-Blodgett (de una molécula de grosor) con un estimado de 1014 a 1015 moléculas medidas en paralelo. Aproximadamente 9 rectificadores similares de estructuras completamente diferentes han sido encontrados por el grupo de Metzger entre 1997 y 2006.
Algunos rectificadores orgánicos más basados en perileno con polietilenglicol (PEG) han sido sintetizados por Ramakrishna Samudrala. Estos rectificadores permitirían la medición de la rectificación mediante la flexibilidad.

## Funcionamiento
El grupo donador de electrones tiende a colocar densidad electrónica de más en el anillo de fenilo, lo que aumenta la repulsión electrónica mutua en el anillo. Esto hace subir los niveles de energía de los orbitales moleculares en el lado del donante de la molécula rectificador. El lado aceptor de la molécula funciona de la manera opuesta: el grupo aceptor de electrones tiende a reducir la densidad electrónica en el anillo, lo que lleva a la reducción de la repulsión electrónica en el lado aceptor de la molécula, que a su vez hace que los niveles de energía de este lado sean reducidos. Esto provoca una diferencia de energía, ΔE LUMO, entre el orbital molecular desocupado más bajo (LUMO) localizado en el lado de los donantes y el LUMO localizada en el lado aceptor. El grupo espaciador alifático asegura que la densidad electrónica en cada lado de la molécula rectificador no se equilibre mediante el establecimiento de una barrera túnel. La aplicación de un voltaje positivo en el lado donante y un voltaje negativo en el lado aceptor conduce a la polarización directa y un flujo de corriente. Esto hace que los niveles de energía en el lado del donador se desplace hacia abajo y los niveles de energía en el lado aceptor se desplacen hacia arriba. Esto provoca una disminución en ΔE LUMO. 
Tan pronto como el nivel de Fermi del contacto de lado derecho supera el nivel LUMO en el lado aceptor y ΔE LUMO cae a cero, el rectificador comienza a conducir por tunelaje de electrones de resonancia a través de la barrera alifática. En la situación de polarización inversa, los niveles de energía del lado aceptor se desplazan hacia abajo y los niveles de energía lado del donante se desplazan más arriba, lo que conduce a un aumento en ΔE LUMO. Además, el nivel de Fermi en el lado del donador debe ser elevado por una gran energía en para alcanzar el LUMO en el lado del aceptor. Esto bloquea la conducción efectiva de la polarización inversa hasta grandes niveles de voltaje. Los acoplamientos capacitivos entre los contactos y la molécula deben ser diseñados para que la conducción tenga lugar en los voltajes apropiados. También, se puede observar que la diferencia de la barrera espaciador juega un papel importante en la determinación de la tensión de ruptura.

## Futuro
Con el tiempo, se ha ido modificando la estructura del rectificador unimolecular inicial, hacia moléculas que presenten mejores propiedades y características que posibiliten su aplicación en dispositivos tangibles, lo cual ha conducido a la creación de la electrónica molecular. 
La electrónica molecular, iniciada gracias al rectificador unimolecular propuesto por Aviram-Ratner, propone una metodología de construcción de abajo hacia arriba, que utiliza la propiedad de autoensamblaje de moléculas para construir circuitos computacionales, además, la densidad de los dispositivos prevista para circuitos electrónicos moleculares es ~ 1013 transistores por cm². Además, las moléculas son unidades pequeñas e idénticas, por lo que la variación de un dispositivo a otro no ocurre en términos de propiedades físicas. Lo que se busca a futuro, es que las moléculas puedan ser susceptibles de otras aplicaciones que explotan sus capacidades para ser impresas fácilmente en sustratos bajo costo, como sensores, etc.
Sin embargo, algunas cuestiones pendientes quedan antes de la electrónica molecular se convierte en una realidad. No existen métodos de producción y fabricación bien definidos para los circuitos electrónicos moleculares. La interfaz de la escala molecular a la microescala es otro desafío. También el desorden inherente presente en las estructuras autoensambladas requiere arquitecturas tolerantes a defectos.